# Murzarella

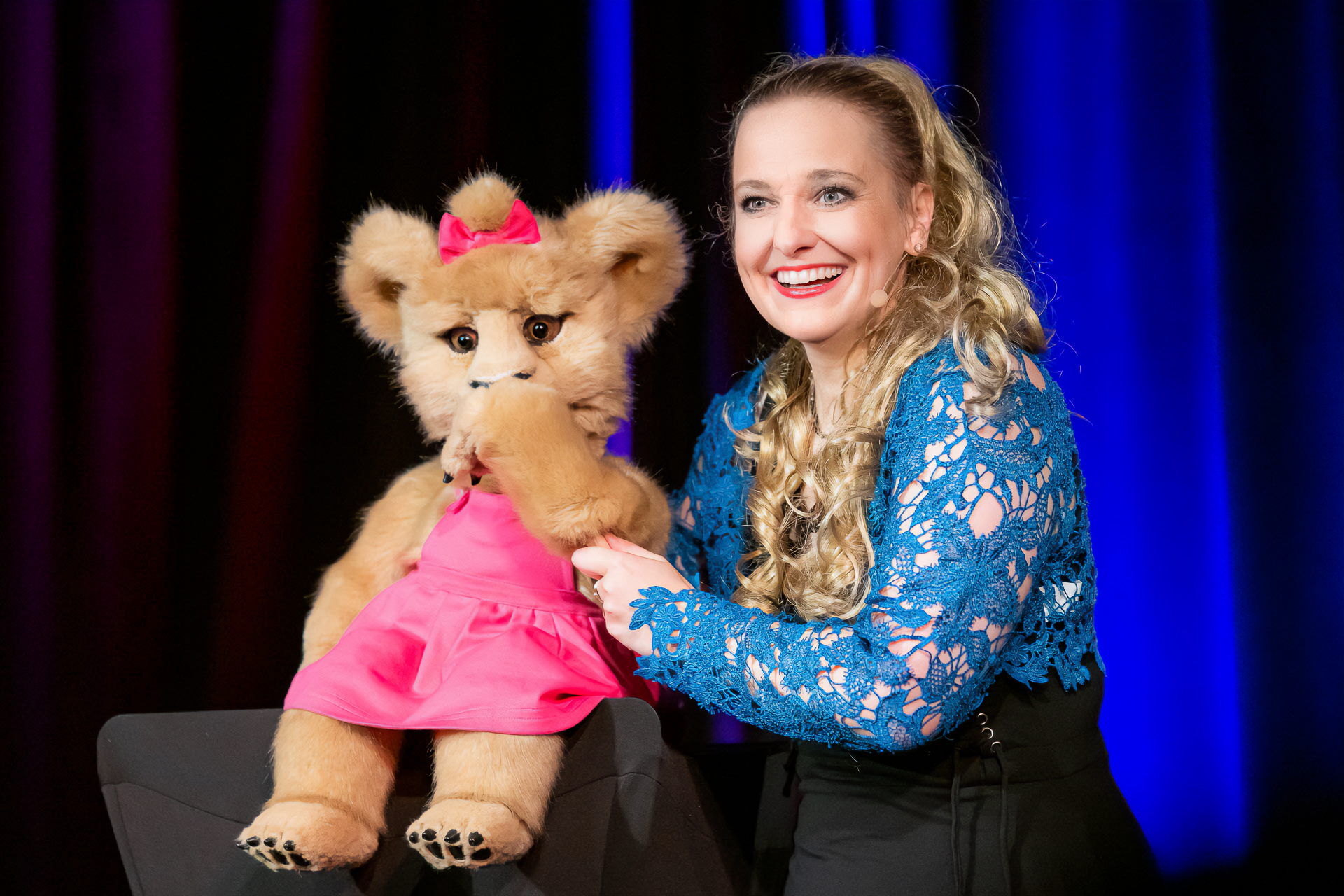
Murzarella mit ihrer Handpuppe, dem Löwenmädchen Leonie, 2022

Murzarella (bürgerlich Sabine Murza, * in den 1970er Jahren in Gelsenkirchen-Erle) ist eine deutschsprachige Sängerin, Bauchrednerin und Comedienne.

## Leben und Karriere
Sabine Murza wuchs in Gelsenkirchen im Stadtteil Erle auf. Seit 2017 tritt sie als Bauchrednerin und Bauchsängerin auf. Davor sang sie in Musicals u. a. im Jahr 1997 spielte sie im Musical Evita Peróns Geliebte. Die Aufführung fand im Musiktheater im Revier statt. Im Rahmen der Gandersheimer Domfestspiele, im Jahr 2001, war sie im Ensemble von Jesus Christ Superstar, und im Musical Der kleine Horrorladen war sie im Theater Baden-Baden im Jahr 2004 zu sehen.
Sie arbeitet außerdem als Sprecherin und unterrichtet Gesang. Des Weiteren veröffentlichte sie als Interpretin mehrere bekannte und GEMA-freie Weihnachtslieder und wirkte als Textsprecherin von CD-basierten Gesundheitstrainings mit.
Sabine Murza tritt als Murzarella auch im Fernsehen auf. Z.B. bei Immer wieder sonntags, in der der SWR-Sendung Badisch-Pfälzische Fasnacht und in der Ladies Night. Sie singt als Bauchsängerin mit einer Kanalrattepuppe u. a. Heavy-Metal-Songs.

## Bühnenprogramme
- 2017 – heute: Bauchgesänge und andere Ungereimtheiten[14]
- 2023 – heute: Bauchgesänge … ab in die zweite Runde[15]

## Hörspiele (Auswahl)
- 2008: Grace Yoon: SWR2 extra: China: Drei Chinesen mit dem Kontrabass – Regie: Grace Yoon (Original-Hörspiel, Kurzhörspiel – SWR)[16]

## Auszeichnungen
- 2024: Wilhelmshavener Knurrhahn[17]
- 2022: Tuttlinger Krähe (Sonderpreis)[18]
- 2021: Förderpreis der Neuen-Rhein-Zeitung (NRZ)[19]
- 2019: Gewinnerin des Goldenen Osen[20]
- 2018: 1. Preis Euskirchener Kleinkunstpreis[21]
- 2018: 1. Preis Dattelner Kleinkunstpreis[22]
- 2018: 1. Preis Heiligenhafener Lachmöwe[23]
- 2018: 2. Preis beim Komiker Jackpot und beim Gauklerfest in Koblenz
- 2017: 1. Preis Stockstädter Römerhelm (Publikumspreis)[24]
- 2017: Bronzemedaille Kabarettbundesliga 2017/2018
- 2024: Kleinkunstpreis Baden-Württemberg[25]
- 2024: Morenhovener Lupe